# Zhang Bao (Turbant Groc)
|  | Pel general militar de Shu Han, vegeu Zhang Bao (Shu Han). |

En aquest nom xinès, el cognom és Zhang.
Zhang Bao (mort el 184 EC) va ser un líder dels Turbants Grocs durant el període de la tardana Dinastia Han Oriental de la història xinesa. Ell era el germà menor de Zhang Jue i el germà major de Zhang Liang. Va ser proclamat General de Terra d'acord amb doctrina del Camí de la Pau de Jue.
Després de la mort de Zhang Jiao en l'hivern del 184, el deure de dirigir als rebels va passar a Zhang Bao i Zhang Liang, però el lideratge d'aquests va ser menys eficaç. Zhang Liang va ser derrotat i mort pel general imperial Huangfu Song a Guanzhong. Poc després, Huangfu va atacar a Zhang Bao a Xiaquyang (present-day Jinzhou), i el va escapçar.